# Distretto di Kecskemét
Il distretto di Kecskemét (in ungherese Kecskeméti járás) è un distretto dell'Ungheria, situato nella provincia di Bács-Kiskun.